# Zgrupowanie „Żniwiarz”

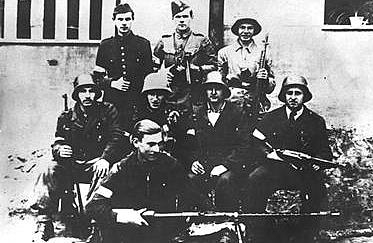
Żołnierze 226 plutonu 9 kompanii zgrupowania „Żniwiarz” na Żoliborzu podczas powstania warszawskiego. Stoją od lewej: pchor. Julian Eugeniusz Kulski „Goliat”, kpr. Jan Domaniewski „Wilk”, Zygmunt Siatkowski „Wróbel”. Siedzą od lewej: Ludwik Wąsowski „Cygan”, Leszek Droszcz „Nick”, Jerzy Malinowski „Gazda”, Bolesław Dziurzyński „Sławek”. Przy ręcznym karabinie maszynowym pchor. Janusz Prażmo „Krzysztof”

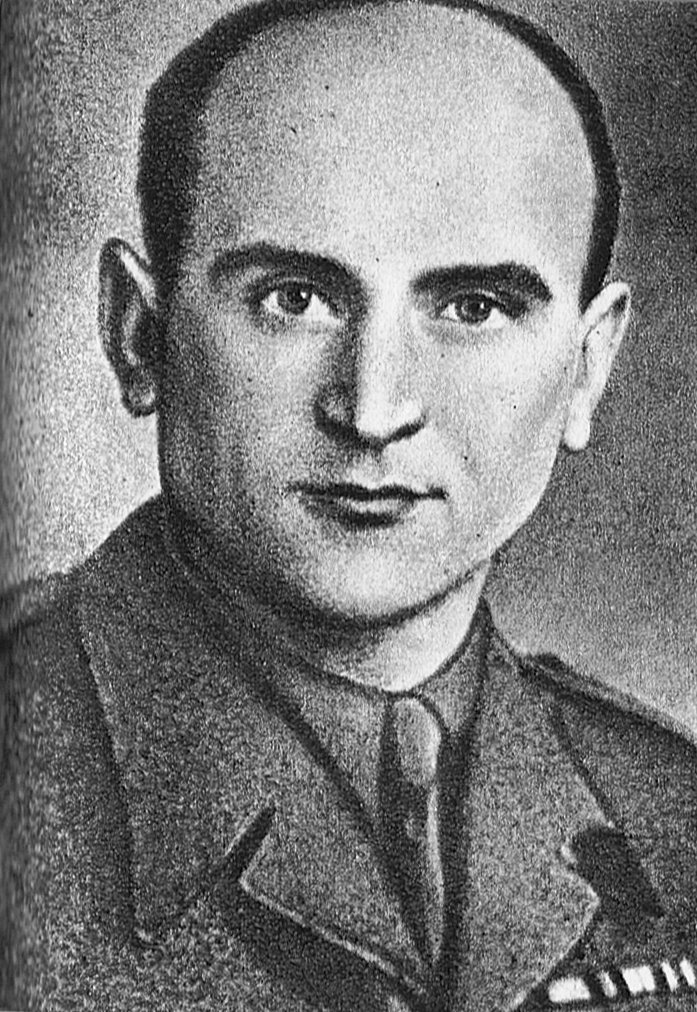
Dowódca oddziału DB 17, 9 kompanii dywersyjnej i zgrupowania 'Żniwiarz” – por/kpt Mieczysław Morawski „Szalbierz”, „Żniwiarz”

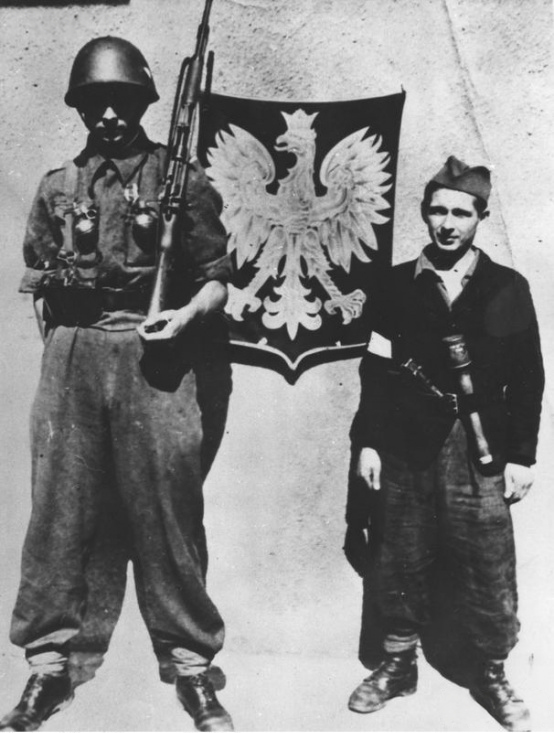
Warta przed kwaterą ppłk. Mieczysława Niedzielskiego „Żywiciela” przy ul. Krasińskiego 16. Od lewej: kpr. pchor. Maciej Dobrucki „Mały” ze Zgrupowania Żniwiarz i strz. Tadeusz Mielczarek z Organizacji Wojskowej Powstańczego Pogotowia Socjalistów (OW PPS). 27 września pchor. Dobrucki uratował płk „Żywiciela”, zasłaniając go własnym ciałem w czasie wybuchu bomby. Zmarł tuż po operacji

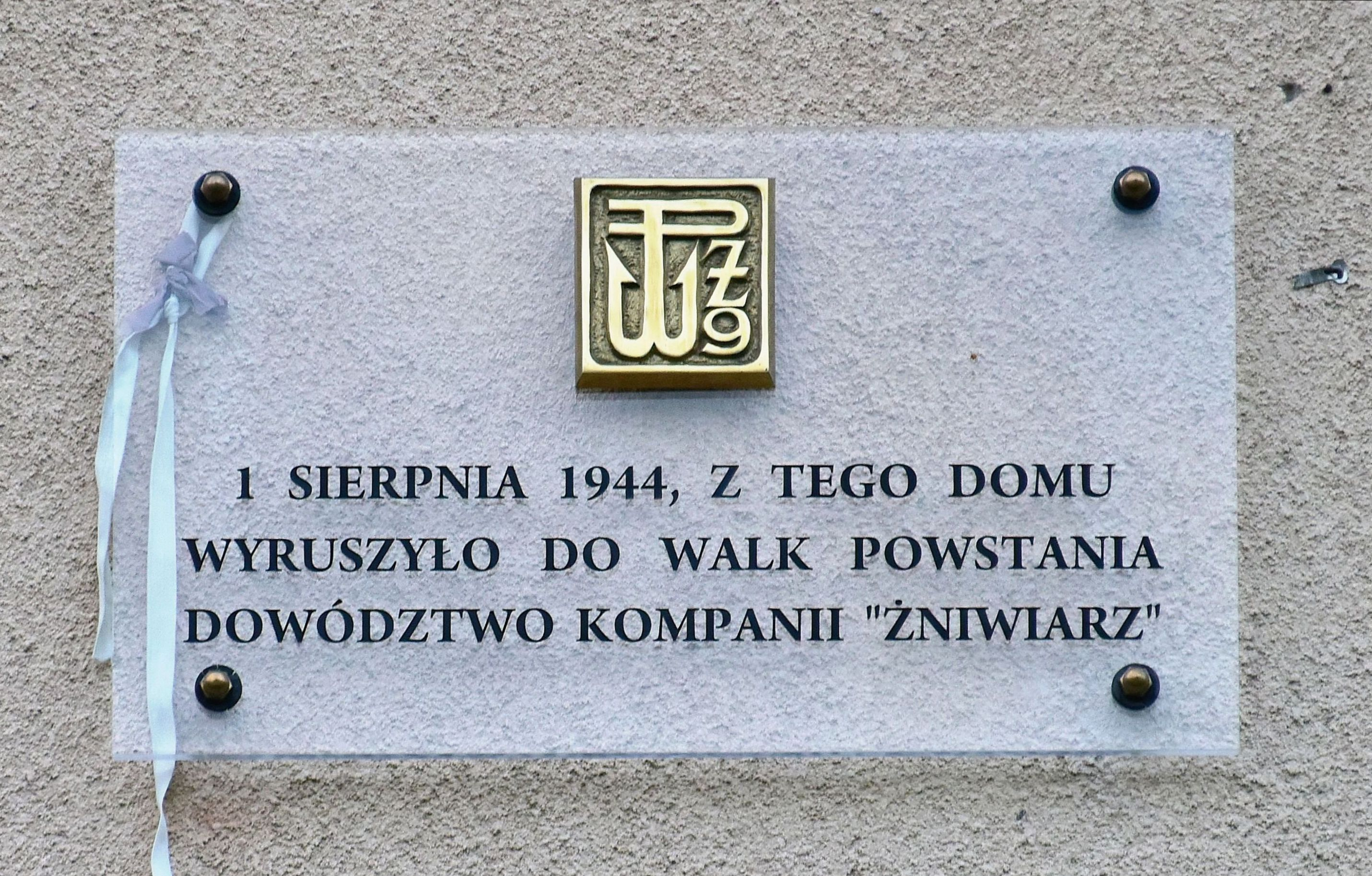
Tablica pamiątkowa przy ul. Kniaźnina 6

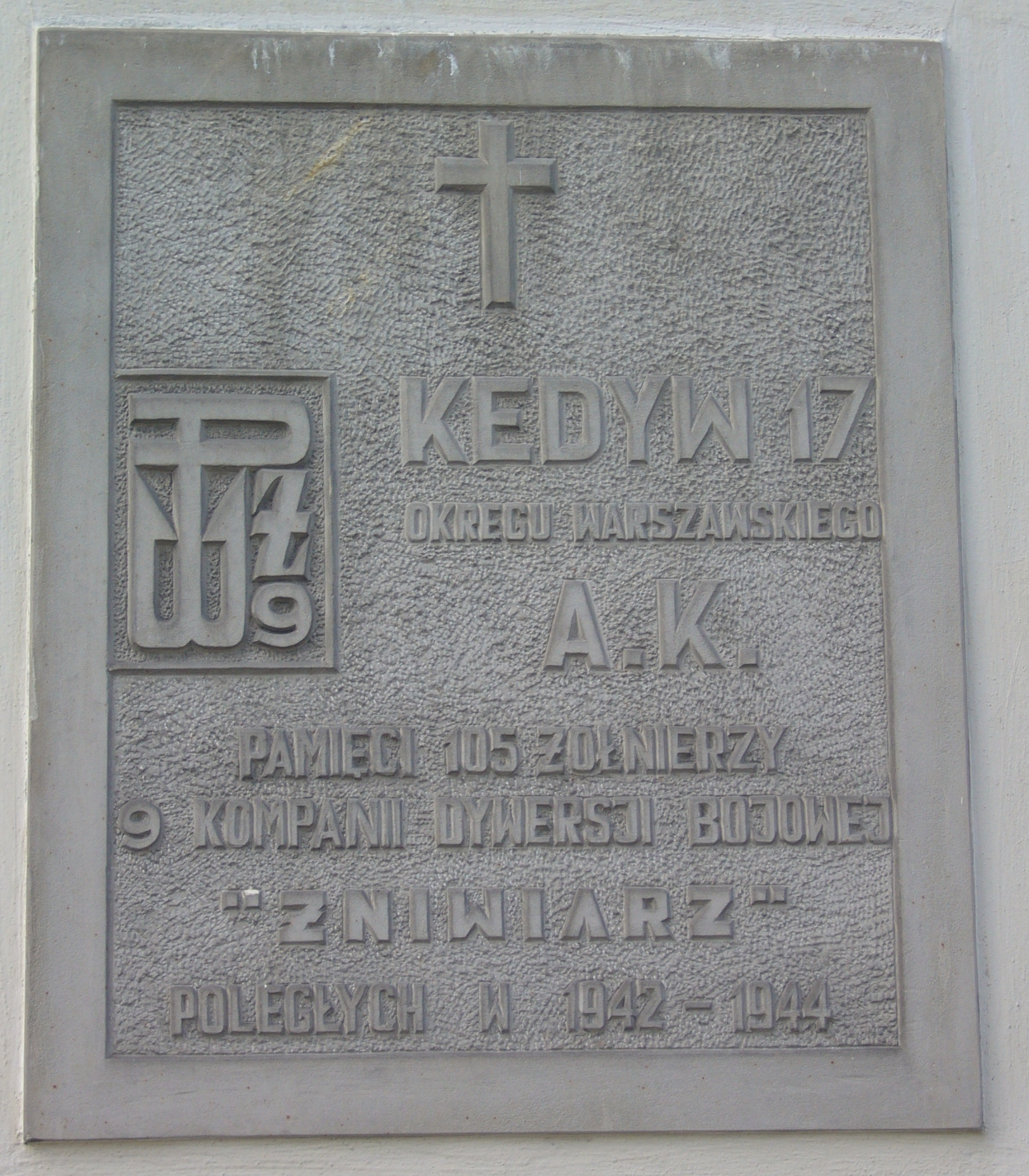
Tablica poświęcona pamięci poległych żołnierzy zgrupowania AK „Żniwiarz”

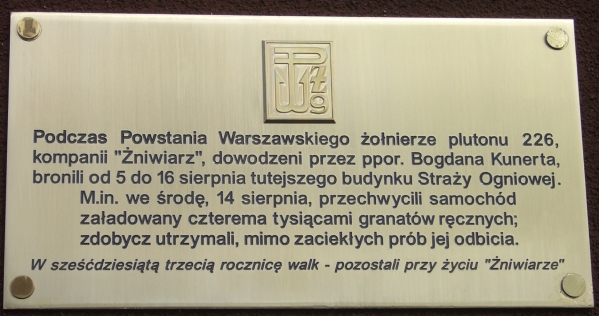
Tablica upamiętniająca powstańcze walki zgrupowania „Żniwiarz” na Marymoncie, znajdująca się na ścianie budynku Straży Pożarnej przy ul. Słowackiego

Zgrupowanie „Żniwiarz” – oddział bojowy Armii Krajowej, działający od sierpnia 1942 jako grupa dywersyjna obwodu Żoliborz Armii Krajowej. Od 1943 stanowił oddział dywersyjno-bojowy „DB-17” Kedywu. W połowie 1943, w ramach obwodu, oddział został przekształcony w 9 Kompanię Dywersyjną. W okresie powstania warszawskiego kompania stanowiła odwód dowódcy obwodu jako zgrupowanie „Dywersja Bojowa XII-9”, od 5 sierpnia nazwane zgrupowaniem „Żniwiarz”. 20 września 1944, po utworzeniu 8 Dywizji Piechoty AK im. Romualda Traugutta, oddział pozostawał w dyspozycji dowódcy dywizji. 30 września 1944 wraz z pozostałymi oddziałami dywizji poszedł do niewoli.

## Historia
Oddział powstał w sierpniu 1942 jako „piątka” dywersyjna w ramach obwodu, dowodzona w początkowym okresie istnienia bezpośrednio przez komendanta obwodu mjr Mieczysława Niedzielskiego „Wojciechowskiego”, „Sadownika”, a następnie plut. pchor. Gustawa Budzyńskiego „Szymura”. Oddział początkowo prowadził działania o charakterze wywiadowczym i osłonowym oraz organizował zdobywanie broni. W skład pierwszej piątki wchodzili plut. pchor. Gustaw Budzyński „Szymura”, „Sikora”, „Szlifierz”, plut. pchor. Władysław Kalniewicz „Sorok”, pchor. Bogdan Kunert „Szajer” lub „Schayer”, „Bonar”, Ludwik Łaszcz „Prawdzic” i pchor. Zbigniew Syrewicz „Kiemlicz”. Wszyscy byli uczniami Gimnazjum im. Ks. Józefa Poniatowskiego.

### Oddział DB 17
Pod koniec 1942 utworzono drugą, zaś na początku 1943 trzecią „piątkę dywersyjną”. Oddziałem, przekształcanym w trzysekcyjny pluton, początkowo kierował por. NN „Mundek” (zginął w akcji w 1942), następnie por. NN „Zenon”. Ostatecznie dowództwo oddziału objął por. sap. Mieczysław Morawski „Scewola”, „Szalbierz”, „Szeliga”, „Żniwiarz”. Zastępcą dowódcy oddziału (plutonu) był plut. pchor. Gustaw Budzyński „Szymura”. Poszczególnymi patrolami dowodzili: pchor. Bogdan Kunert „Szajer” lub „Schayer”, plut. pchor. Władysław Kalniewicz „Sorok”, Zygmunt Zabierzowski „Zygmunt” (odszedł niebawem do Rejonu 2 Marymont), NN „Janusz” (prawdopodobnie Jan Barszczewski, który odszedł do Kedywu okręgu) i Andrzej Jastrzębowski „Andrzej”.
W oparciu o istniejące trzy „piątki” dywersyjne w połowie 1943 po utworzeniu Kedywu utworzono Oddział Dywersji Bojowej Obwodu Żoliborz, określony kryptonimami „Kedyw 17” lub DB „17”. W czerwcu 1943 oddział, podlegający komendantowi Obwodu Żoliborz jak dowództwu warszawskiego Kedywu, liczył 6 patroli uzbrojonych i 1 patrol nieuzbrojony.

### 9 Kompania Dywersyjna
W związku ze zwiększaniem stanu osobowego do ok. 100 żołnierzy dowódca obwodu w sierpniu 1943 nadał plutonowi status samodzielnej kompanii złożonej z trzech plutonów. Kompania ta w ramach obwodu otrzymała nazwę 9 Kompanii Dywersyjnej. Kompanię tworzyły trzy plutony o numerach: 226, 229 i 230. Dowodził nią por. sap. Mieczysław Morawski „Szeliga”, zaś zastępcą był plut. pchor. Gustaw Budzyński „Szymura”, 21 lipca 1943 awansowany na podporucznika.
Pluton 226 dowodzony był przez plut. pchor. Władysława Kalniewicza „Sorok” (od 21 lipca 1943 mianowany na stopień podporucznika). Po śmierci „Soroka” w wypadku samochodowym 16 grudnia 1943 dowódcą plutonu został 6 stycznia 1944 ppor. Bohdan Kunert „Szajer” lub „Schayer”, „Bonar”.
Pluton ten składał się przeważnie z młodzieży inteligenckiej z tzw. Żoliborza urzędniczego i oficerskiego. Jedna z drużyn pod dowództwem pchor. NN „Mietka”, absolwenta szkoły podchorążych Agricola przeszła w całości z Szarych Szeregów. Po powrocie „Mietka” do Szarych Szeregów. drużynę objął na wiosnę 1944 pchor. Ludwik Łaszcz „Prawdzic”, a po jego śmierci w czerwcu 1944 Kazimierz Weloński „Korwin”.
Pluton 230 dowodzony był przez plut. pchor. Bohdana Kunerta „Szajer” lub „Schayer”, „Bonar” (od 21 lipca 1943 mianowany na stopień podporucznika). W styczniu 1944 dowódcą plutonu został kpr. pchor. Wiesław Rychłowski „Śmigielski” (został oddelegowany do partyzantki 6 czerwca 1944). Po nim dowództwo objął plut. podch. Zygmunt Wisłouch „Szumski”. Pluton składał się w dużej części z młodzieży z dzielnicy Praga. Piąta drużyna plutonu pod dowództwem kpr. pchor. Rychłowskiego „Śmigielski” i Wiesława Kaczmarka „Halicz”, przeszła do oddziału z Szarych Szeregów.
Trzeci w kolejności tworzenia Pluton 229 dowodzony był przez kpr. pchor. Józefa Stadlera „Ster”. Po jego odejściu na 23 marca 1944 pluton objął kpr. pchor. Zygmunt Wisłouch „Szumski”. Po odejściu „Szumskiego” na dowódcę plutonu 230, dowództwo objął Stanisław Świnarski „Poraj”. Pluton składał się w większości z robotników z Marymontu, grabarzy z Powązek, robotników z Fortu Bema. W plutonie tym drużyna 9 również wywodziła się z Szarych Szeregów.
W trakcie działań dywersyjnych od jesieni 1942 do lipca 1944 oddział wykonał kilkanaście akcji bojowych, w tym podpalenia, akcje likwidacyjne, i odwetowe, m.in.:
- 16 grudnia 1943 opanowano budynek Urzędu Celnego przy ul. Inflanckiej, skąd po sterroryzowaniu pracowników zabrano dwa samochody osobowe. Samochody były niezbędne do przerzutu broni z Nieborowa. Przerzut nie doszedł do skutku, natomiast w drodze powrotnej doszło do wypadku, w którym zginął ppor. Władysław Kalniewicz „Soroka”, zaś pchor. Andrzej Bobrownicki vel Jastrzębowski „Andrzej” ciężko ranny, został schwytany i rozstrzelany przez Niemców. Ranni: pchor. Wiesław Rychłowski „Śmigielski”, Tomasz Wójcik „Erwin”, pchor. Maciej Dobrucki „Mały” przedostała się do Warszawy[14].
- 26 lutego 1944, w ramach akcji zdobywania broni, opanowano wartownię fabryki „Bielany-Werke” przy ul. Kamedułów, gdzie rozbrojono dwóch Werkschutzów, zdobywając 2 pistolety maszynowe, karabin automatyczny i rewolwer. W trakcie potyczki zabito jednego werkschutza[15].
- 15 kwietnia 1944, wspólnie z oddziałem Kolegium A w tym por. Stanisławem Sosabowskim „Stasinek”, dokonano likwidacji dwóch agentów niemieckich, funkcjonariuszy Kripo plut. Mariana Szweda i sierż. Leona Millera, oraz dwóch żołnierzy podziemia oskarżonych o zdradę por. Jerzego Tabęckiego „Lasso” i NN „Ryży”[16].
- w nocy z 30 kwietnia na 1 maja 1944, dokonano akcji odwetowej w kolonii niemieckiej Opacz. Akcja była odwetem za współudział w marcu 1944 mieszkańców kolonii, w schwytaniu i rozstrzelaniu sześciu słuchaczy konspiracyjnej Szkoły Podchorążych z 3 kompanii rejonu ożarowskiego VII obwodu AK „Obroża”. W wyniku akcji zabito pięć osób[17].
- 26 maja 1944, zastrzelono Zygmunta Ipohorskiego-Lenkiewicza dyrektora teatru „Jar”, współpracownika niemieckiego Wydziału Propagandy. Został on skazany na śmierć wyrokiem Wojskowego Sądu Specjalnego za współpracę z Gestapo[18].
- 1 czerwca 1944, śmiertelnie postrzelił plut. Policji Polskiej Michała Wojciechowskiego reichsdeutscha, skazanego na mocy wyroku Wojskowego Sądu Specjalnego. W trakcie akcji zginął żołnierz oddziału Roman Chojnacki[19].
- 8 czerwca 1944, w ramach Akcja Główki zastrzelono kierownika obozu przejściowego Arbeitsamtu Eugena Bolongino, oraz śmiertelnie zraniono jego żonę Johannę Bolongino, pracującą w Dulagu. W trakcie akcji doszło do starcia z interweniującymi żołnierzami i niemieckimi kolejarzami. W trakcie strzelaniny przybył patrol Schutzpolizei. W walce z nim zginął pchor. Zbigniew Kryst „Wilimowski”, zaś st. strz. Jerzy Wnęk „Gozdawa” po walce i wyczerpaniu amunicji popełnił samobójstwo[19]. Tego samego dnia w innej strzelaninie zginął pchor. Ludwik Łaszcz „Prawdzic”, „Smuga”[20].

Według sprawozdań Kedywu żołnierze oddziału wykonali ponadto cztery likwidacje osób skazanych przez Wojskowe Sądy Specjalne, oraz wykonali kilkanaście akcji podpaleniowych. Według relacji Jana Rockiego, oddział wykonywał również akcje związane z przerzutami broni, zdobywaniem broni, oraz szereg akcji samodzielnych, m.in. drużyna 5 odbiła aresztowaną łączniczkę Aleksandrę Kilińską „Ewa”.
W okresie działalności dywersyjnej zginęło jedenastu żołnierzy oddziału. Pięciu zginęło w akcjach bojowych, dwóch zostało aresztowanych i straconych w egzekucjach (pchor. Andrzej Bobrownicki vel Jastrzębowski „Andrzej”, pchor. Kazimierz Grochala „Farys”), czterech zaś (strz. NN „Ikar”, strz. NN „Kacper”, strz. NN „Kornak”, strz. NN „Kurek”), zginęło w niewyjaśnionych okolicznościach w lutym 1944 prawdopodobnie podczas akcji zdobywania broni.
Za działalność dywersyjną Krzyże Walecznych otrzymali: ppor. Władysław Kalniewicz „Soroka” (pośmiertnie 28 czerwca 1944), pchor. Andrzej Bobrownicki vel Jastrzębowski „Andrzej” (po raz drugi pośmiertnie 28 czerwca 1944), pchor. Ludwik Łaszcz „Prawdzic”, „Smuga” (pośmiertnie 28 czerwca 1944) st. strz. Wiesław Wiśniewski-Kowalski „Chajęcki”, „Murzyn” (28 czerwca 1944), por. Mieczysław Morawski „Scewola” (28 czerwca 1944), st. strz. Jerzy Wnęk „Gozdawa” (pośmiertnie 29 lipca 1944) i pchor. Zbigniew Kryst „Wilimowski” (pośmiertnie 29 lipca 1944). Źródła wymieniają również kpr. pchor. Kazimierza Jacynę „Kamiński” (29 lipca 1944).

### Organizacja 31 lipca 1944
Od 23 lipca 1944 kompania była zmobilizowana w całości. W dniu 31 lipca 1944 kompania według szacunkowych wyliczeń historyka Grzegorza Jasińskiego liczyła ok. 149 żołnierzy (w tym 3 oficerów, 12 podchorążych, 13 podoficerów, 121 żołnierzy) oraz 21 kobiet z Wojskowej Służby Kobiet (w tym 6 łączniczek i 15 sanitariuszek). Według Jana Rockiego, żołnierza oddziału, kompania liczyła 147 żołnierzy. Natomiast według Adama Borkiewicza, powołującego się na relację Stanisława Huskowskiego, oddział liczył 109 ludzi z uzbrojeniem ok. 500 granatów, 77 pistoletów, 14 pistoletów maszynowych, 40 kb i 3 ręcznym karabinów maszynowych. Struktura kompanii przedstawiała się następująco:
Dowództwo
- Dowódca – por. Mieczysław Morawski „Żniwiarz”
- Zastępca – ppor. Gustaw Budzyński „Szymura” (ciężko ranny 3 sierpnia)
- Poczet dowódcy
- Patrol sanitarny

Oddziały
- 226 pluton – dowódca ppor. Bogdan Kunert „Szajer” lub „Schayer”; Zastępca Zbigniew Ostyk-Syrewicz „Kiemlicz”
  - 1 drużyna – kpr pchor. Kazimierz Weloński „Korwin”
  - 2 drużyna – plut. Edward Sulikowski „Igiełka”
  - 3 drużyna – kpr. pchor. Zdzisław Sierpiński „Świda”
- 229 pluton – dowódca Stanisław Świniarski „Poraj” „Sułtan” (ranny cztery godziny przed powstaniem na Starym Mieście), w jego miejsce plut. pchor. Witold Lisowski „Zarewicz”
  - 7 drużyna – plut. pchor./ppor. cz.woj. Witold Lisowski „Zarewicz”
  - 8 drużyna – Stanisław Rypiński „Szeryf” (nie dotarł na miejsce koncentracji); st. strz. Wiesław Wiśniewski-Kowalski „Chajęcki”, „Murzyn”
  - 9 drużyna – kpr. pchor. Aleksander Tyrawski „Selim”, „Zając” (poległ 1 sierpnia); Zastępca Adam Wojciński „Rawicz”
- 230 pluton – dowódca kpr pchor./ppor.cz.woj. Zygmunt Wisłouch „Szumski” (ranny 3 sierpnia)
  - 4 drużyna – Jan Ruszczyc „Grzela”
  - 5 drużyna – kpr. pchor. Kazimierz Jacyna „Kamiński” (poległ 1 sierpnia), zastępca Wiesław Kaczmarek „Halicz”
  - 6 drużyna – kpr. pchor. Zbigniew Maciejewski „Zieliński”

Kompania posiadała 30 lipca 1944 następujące uzbrojenie: 3 ręczne karabiny maszynowe (Browning wz. 28, MG 42 i MG 34, 37 kbk, 11 pistoletów maszynowych 9 mm (8 Sten, 3 MP 40), 2 pistolety maszynowe 7,63 mm (Pepesza, 70 pistoletów 9 mm, 20 pistoletów 7,65 mm, 9 pistoletów innych, 516 granatów (w tym 259 Sidolówek, 46 wz. 41, 69 wz. 24, 26 Filipinek, 16 Mills, 4 inne), 11 kg plastiku, 10 szt. granatów Gammon.

## Szlak bojowy w powstaniu
Zadaniem kompanii w godzinie „W”, jako odwodu dowódcy obwodu „Dywersja Bojowa XII-9”, miało być podejście pod osłoną nocy do ataku na „Prochownię” (na tyłach kolonii WSM przy ul. Słowackiego). Poprzez ogródki działkowe natarcie miało być kontynuowane do toru kolejowego i na stanowiska niemieckiej artylerii przeciwlotniczej na Burakowie. Po jej zajęciu stanowiska artylerii miał objąć przydzielony do kompanii z Obwodu Mokotów pluton 566 artylerii przeciwlotniczej ppor. Andrzeja Rudnickiego „Następ”.

### Godzina „W”
Miejscem koncentracji zgrupowania „Żniwiarz” na Godzinę „W”, były domki prywatne przy ul. Mikołaja Gomółki, ul. Józefa Sułkowskiego i parku Promyka na tzw. Żoliborzu Dziennikarskim. Około godziny 13.50 po drodze z ul. Brodzińskiego, gdzie znajdował się jeden z magazynów broni „Żniwiarza”, na miejsca zbiórki transportujący broń żołnierze z plutonu 226 drużyny pchor. Zdzisława Sierpińskiego „Świda” natknęli się na patrol żandarmerii. St. strz. Jan Domaniewski „Wilk” z patrolu ubezpieczającego drużynę transportującą broń oddał pierwsze strzały podczas Powstania Warszawskiego. Wygrana potyczka nie przeszkodziła powstańcom w dotarciu do punktu zbornego. Na godz. 16 na koncentracji obecnych było ok. 110 żołnierzy. Podczas marszu zgrupowanie zostało zaatakowane w rejonie Placu Lelewela (ul. Krechowiecka i Cieszkowskiego) i w walce poniosło dotkliwe straty. Oddziały cofnęły się do bloków VII i VIII kolonii WSM. 1 sierpnia zginęło 13 żołnierzy.
W nocy z 1 na 2 sierpnia oddział wraz z całością sił wycofał się do Puszczy Kampinoskiej – do Sierakowa. Kompania stanowiła osłonę przemieszczających się oddziałów. W nocy z 2 na 3 sierpnia po rozkazie dowódcy okręgu płk Antoniego Chruściela „Monter” oddziały zawróciły na Żoliborz. Nad ranem kompania idąca w szpicy starła się z Niemcami w okolicy osiedla „Zdobycz Robotnicza”. W plutonie 230 w wyniku walki było 15, a według Jana Rockiego – 17 poległych. Łącznie tego dnia zginęło 22 żołnierzy kompanii.

### Zgrupowanie „Żniwiarz”

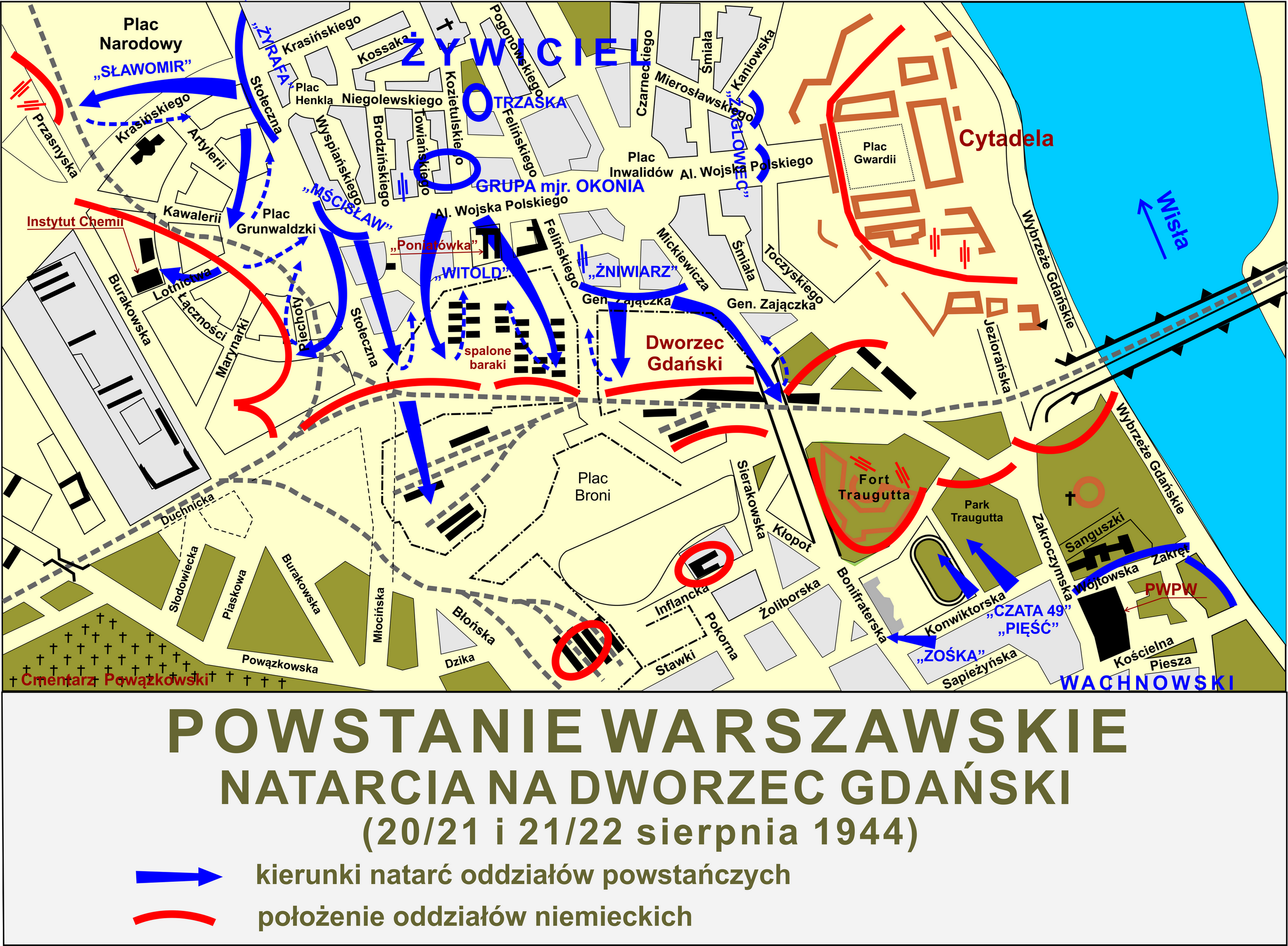

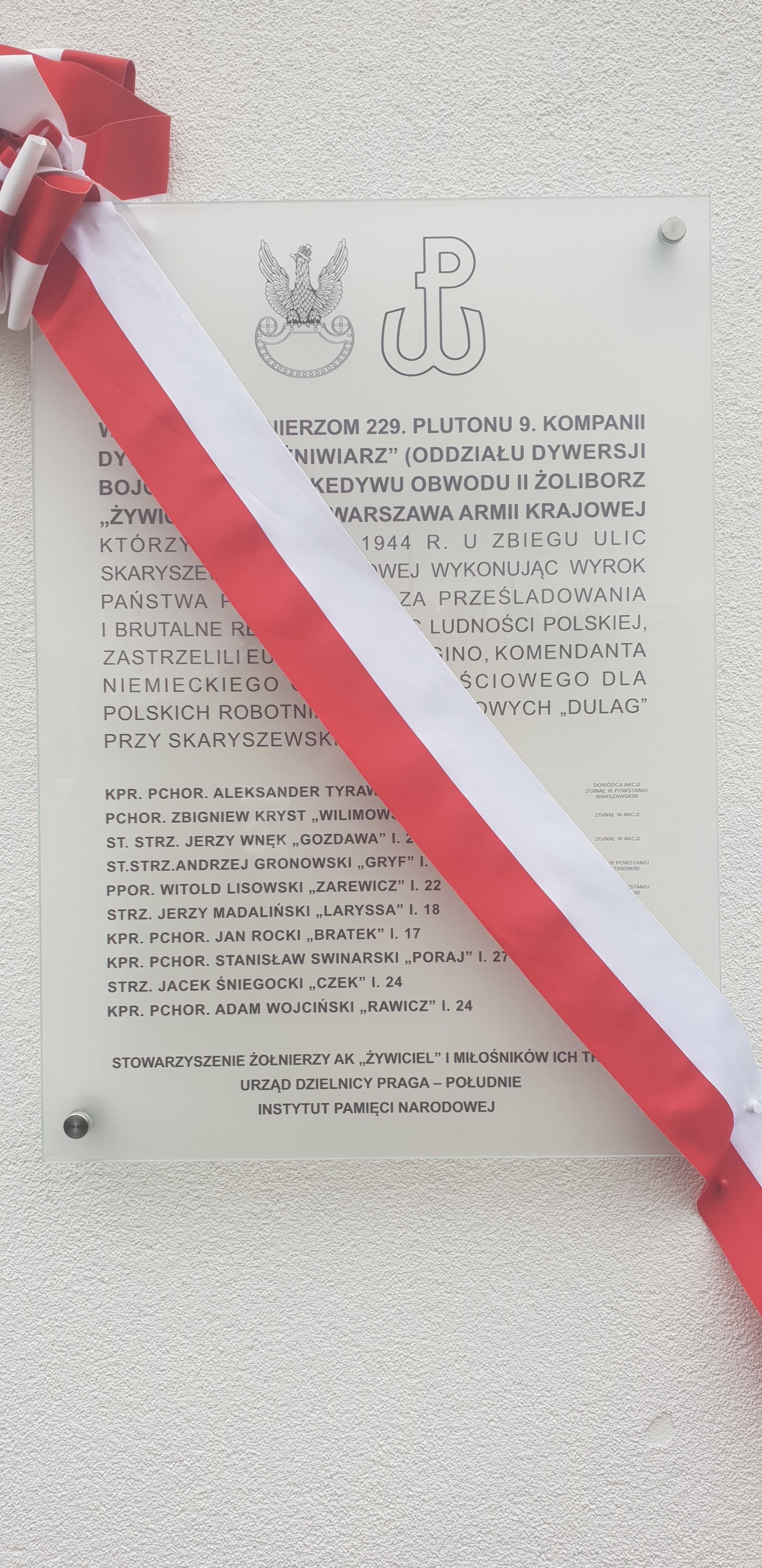
Tablica upamiętniająca zamach na Bolongino przy ul. Skaryszewskiej 2

Po powrocie z Puszczy Kampinoskiej 4 sierpnia kompania początkowo walczyła przy ul. Suzina, a następnie zajęła pozycje przy placu Lelewela. 5 sierpnia zgrupowanie, liczące 110 żołnierzy (2 oficerów, 11 podchorążych, 9 podoficerów i 88 żołnierzy) oraz 1 kobietę z WSK, obsadziło odcinek od gmachu Centralnej Szkoły Pożarniczej włącznie z ul. Krechowiecką 5 i 6. Jego zadaniem było blokowanie Niemców od strony AWF oraz wraz ze Zgrupowaniem „Żmija” usadowionym przy ul. Mickiewicza 34 prowadzenie rozpoznania przy ul. Gdańskiej 6. Ponadto zadaniem kompanii było utrzymanie terenu zakładów „Opla” (obecnie Hala Marymoncka). Na Żoliborzu kompania funkcjonowała w dotychczasowej strukturze:
- 226 pluton – dowódca ppor. Bogdan Kunert „Szajer” (ranny 22 sierpnia), zastąpił go pchor. Tadeusz Huskowski „Tadeusz”;
- 229 pluton – dowódca pchor./ppor. cz.woj Witold Lisowski „Zarewicz” (zginął 30 września);
- 230 pluton – dowódca pchor. Zbigniew Syrewicz „Kiemlicz” (od 3 do 28 sierpnia), ponownie ppor.cz.woj. Zygmunt Wisłouch „Szumski”[34]. 29 września po zranieniu „Szumskiego”, dowództwo objął ppor. Kazimierz Sheybal „Antek”[38].

6 sierpnia ok. 14.00 od strony Słodowca Niemcy zaatakowali gmach Centralnej Szkoły Pożarniczej, docierając do ul. Słowackiego i aż do ul. Krechowieckiej, usiłując rozebrać barykadę. Tam spotkani zostali odparci przez oddział pod dowództwem adiutanta dowódcy obwodu por. Władysława Dehnela „Skoczylas”, atakujący ze strony dawnej „Prochowni” przy ul. Stołecznej, oraz atakowany z boków przez plutony 226 i 229 Zdobyto 20 kb, 1 rkm i wzięto trzech jeńców.
14 sierpnia przy gmachu Szkoły Pożarniczej zgrupowanie zaatakowało i przejęło niemiecki samochód ciężarowy, w którym było 4000 granatów. Pomimo licznych prób Niemcy nie odzyskali ładunku. Po dotarciu oddziałów z Grupy „Kampinos”, do zgrupowania włączono nowych żołnierzy, m.in. Jan Strzelecki „Władek” i Jan Pohoski „Jasiek” z IV Batalionu OW PPS im. Jarosława Dąbrowskiego, grupa pchor. Tadeusza Huskowskiego „Tadeusz”, „Tadzio Żoliborski” dowódca plutonu 1 kompanii Batalionu „Zośka”.
17 sierpnia „Żniwiarz” przekazał dotychczasowe pozycje Zgrupowaniu „Żubr” i zajął kwatery przy ul. Mickiewicza 25.
W nocy z 21 na 22 sierpnia kompania uczestniczyła w drugim ataku na Dworzec Gdański. Celem „Żniwiarza” było połączenie Żoliborza ze Starym Miastem. W wyniku natarcia w kompanii zginęło 8 żołnierzy (w tym kobieta z WSK), 19 było rannych (w tym kobieta z WSK), 1 żołnierz został uznany za zaginionego.
Według innych źródeł w 226 plutonie poległo 10 żołnierzy, w 229 plutonie – 5 żołnierzy, zaś w 230 plutonie – 13-letni łącznik Wiesław Bobowicz „Kim”. Za udział w natarciu przyznano żołnierzom kompanii osiem Krzyży Walecznych, w tym sześć pośmiertnie.
Po natarciu na Dworzec Gdański oddziały powróciły na ul. Mickiewicza. Od 28 sierpnia stanowiły odwód dowództwa obwodu, obsadzając zagrożone odcinki poszczególnymi plutonami. Do połowy września kompania prowadziła działalność patrolową na terenie Marymontu i Bielan. We wrześniu pchor. Kazimierz Weloński na melodię piosenki „Serce w plecaku” napisał piosenkę kompanii: „Na wojenkę poszli chłopcy”;
Od 14 września do 29 września plutony 226 i 230 broniły gmachu Opla przed natarciem 25 Dywizji Pancernej. W tym czasie oddział liczył ok. 100 żołnierzy, posiadał 3 ręczne karabiny maszynowe, 28 pistoletów maszynowych, 3 rusznice przeciwpancerne, 3 granatniki i moździerz. Po 20 września i utworzeniu 8 Dywizji Piechoty im. Romualda Traugutta, zgrupowanie nie weszło w skład żadnego z odtwarzanych pułków, stanowiąc oddział w dyspozycji dowódcy dywizji.
29 września oddziały broniące „Opla” zagrożone odcięciem, wycofały się do budynku „Zgoda”, „Zimowe leże” i „Skarbowców”, przy ul. Słowackiego.
30 września, w godzinach rannych w związku z zapowiedzianą ewakuacją na drugi brzeg Wisły, plutony zgrupowania wycofały się na rubież obrony na linii budynków: „Znicz” (ul. Mickiewicza 37), „Szklany Dom” (ul. Mickiewicza 34/36), „Fenix” (pl. Wilsona 4), osłaniając inne oddziały. Pluton 229 brał udział w walce o bloki przy ul. Krasińskiego 10, gdzie poległ dowódca plutonu pchor. Lisowski „Zarewicz”. W godzinach wieczornych, wraz ze wszystkimi oddziałami, żołnierze zgrupowania złożyli broń przy ul. Mickiewicza.
Straty w kompanii w powstaniu to 82 poległych i wielu rannych. Do niewoli dostało się ok. 70 żołnierzy.

## Odznaczeni
Wykaz jednoznacznie zidentyfikowanych żołnierzy batalionu odznaczonych w związku z udziałem w Powstaniu:
Krzyż Srebrny Orderu Virtuti Militari
- ppor. Gustaw Karol Budzyński, zastępca dowódcy kompanii, odznaczony VM (nr krzyża 12854) na mocy rozkazu nr 525 Dowódcy AK z 27 sierpnia 1944 z uzasadnieniem „za wyjątkową odwagę osobistą wykazaną w walce”[49]
- sierż. pchor. Tadeusz Huskowski, dowódca drużyny, zastępca dowódcy plutonu, dowódca plutonu 226, odznaczony VM (nr krzyża 12847) na mocy rozkazu nr 525 Dowódcy AK z 27 sierpnia 1944 z uzasadnieniem „za wyjątkową odwagę osobistą wykazaną w walce”[50]
- ppor. cz. wojny Witold Lisowski „Zarewicz”, dowódca plutonu 229, odznaczony pośmiertnie VM (nr krzyża 12848) z rozkazu dowódcy 8 Dywizji Piechoty AK z 30 września 1944[51]
- kpt. Mieczysław Ewaryst Morawski „Żniwiarz”, dowódca kompanii, odznaczony VM (nr krzyża 11778) z rozkazu dowódcy 8 Dywizji Piechoty AK z 30 września 1944[52]
- ppor. Kazimierz Sheybal „Antek”, żołnierz batalionu „Zośka”, łącznik kanałowy, zastępca dowódcy, a następnie dowódca plutonu 230, odznaczony VM (nr krzyża 12876) z rozkazu dowódcy 8 Dywizji Piechoty AK z 30 września 1944[53]
- ppor. cz. wojny Zygmunt Wisłouch, dowódca plutonu 230, odznaczony VM z rozkazu Dowódcy AK z 30 września 1944[54]

Według Jana Rockiego Krzyżem Virtuti Militari odznaczono również strz. Ryszarda Świąteckiego „Fugas”. Brak jednak potwierdzenia w innych źródłach.
Krzyż Walecznych
- pchor NN „Andrzej” (poległ)
- strz. Wiesław Bobowicz „Kim” (poległ)
- pchor. Andrzej Daźwański „Jędrek” (poległ)
- pchor. Maciej Dobrucki „Mały (poległ) odznaczony po raz trzeci KW
- st. strz. Jan Domaniewski „Wilk”
- ppor. Jerzy Paweł Gebert „Lot”
- strz. Zbigniew Grubowski „Chudy” (poległ)
- kpr. pchor. Andrzej Jacyna „Rudy” „Kamiński” (poległ) odznaczony po raz drugi KW
- strz. Andrzej Nimyrycz „Głaz” (poległ)
- st. strz. Andrzej Gronowski „Gryf” (poległ)
- patrolowa Zofia Jurowicz „Mitis”; (poległa)
- strz. Stanisław Kamiński „Stanisław” (poległ)
- st. strz. Wiesław Klempisz „Brzeziński”
- st. strz. Wiesław Kobylecki „Wiesiek”
- ppor. Bogdan Kunert „Szajer” (poległ) odznaczony po raz drugi KW
- strz. Odon Mickiewicz „Gucio” (poległ)
- kpt. Mieczysław Morawski „Żniwiarz”
- st. strz. Tadeusz Łobodziec „Spadek” (poległ)
- st. strz. Jan Pohoski „Jasiek” (poległ)
- strz. Roman Pytlasiński „Gryf” (poległ)
- kpr. pchor. Lesław Ringman „Olek” z 229 plutonu †22 VIII 1944[56][57]
- st. strz. Wojciech Roniewicz „Adam” (poległ)
- st. strz. Jan Strzelecki „Władek”
- strz. Jerzy Szatyński „Fakir” (poległ)
- pchor. Stanisław Świniarski „Poraj”
- pchor. Aleksander Tyrawski „Selim”, „Zając” (poległ)
- por. Jan Wisłołuch „Szumski”
- strz. Tadeusz Witkowski „Almor”
- kpr Tomasz Wójcik „Chudy”, „Erwin” (poległ)
- pchor. Adam Wojciński „Rawicz” (poległ)

Srebrny Krzyż Zasługi z Mieczami
- ppor. Witold Lisowski „Zarewicz” (poległ)
- st. strz. Wiesław Klempisz „Brzeziński”[58]
- san. Zofia Krupińska „Zosia” (poległa)[59][60]

## Upamiętnienie

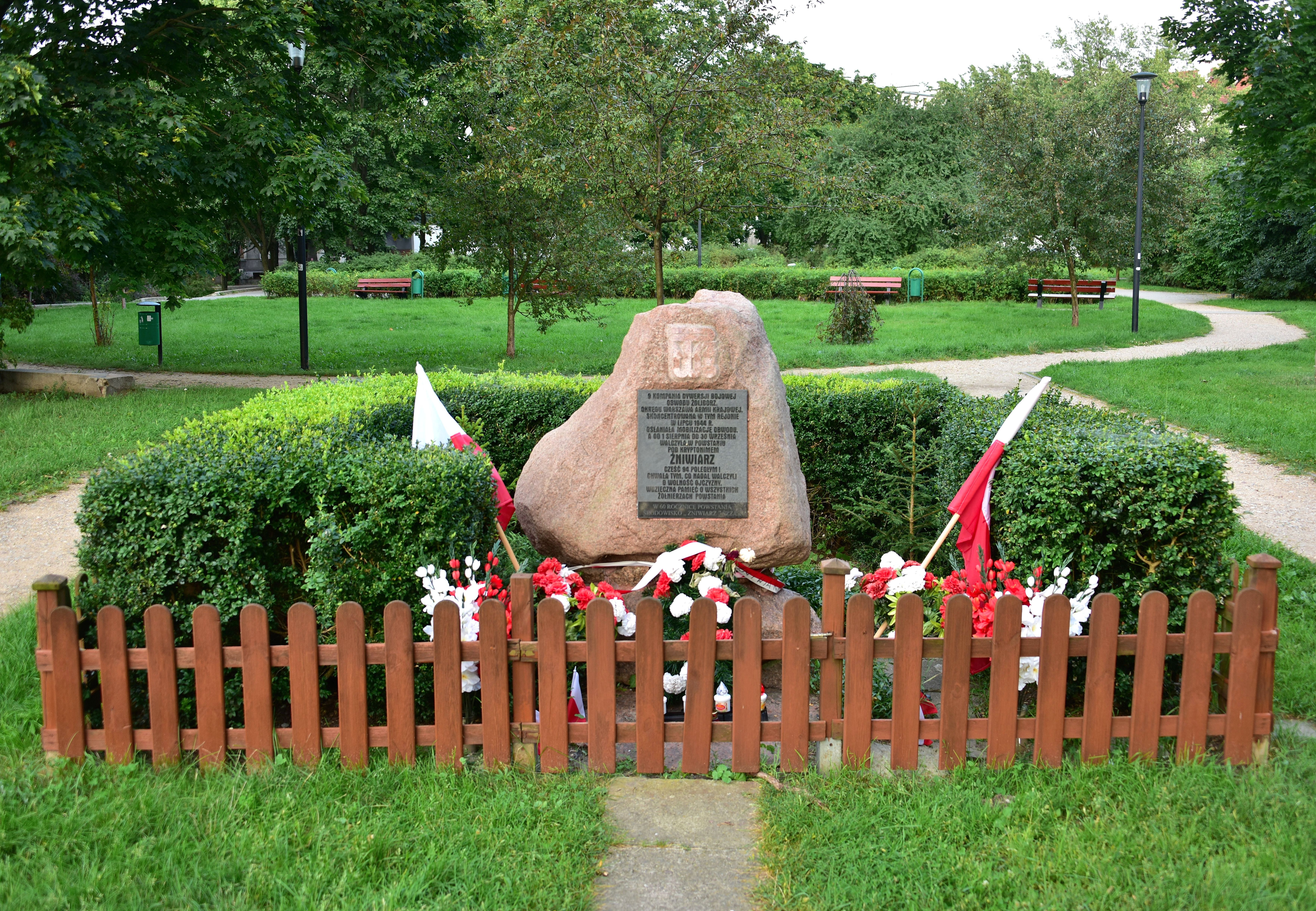
Upamiętnienie na skwerze Kompanii AK „Żniwiarz

W marcu 2004 z inicjatywy Środowiska „Żniwiarz” Światowego Związku Żołnierzy Armii Krajowej terenowi położonemu pomiędzy ulicami: Kniaźnina, Sułkowskiego, Karpińskiego i Tucholską na Żoliborzu nadano nazwę Skwer Kompanii AK „Żniwiarz”

Na skwerze ustawiony jest głaz z napisem:

9. Kompania Dywersji Bojowej obwodu Żoliborz okręgu Warszawa Armii Krajowej skoncentrowana w tym rejonie w lipcu 1944 r. osłaniała mobilizację obwodu, a od 1 sierpnia do 30 września walczyła w powstaniu pod kryptonimem „Żniwiarz”. Cześć 94 poległym i chwała tym, co nadal walczyli o wolność ojczyzny, wdzięczna pamięć o wszystkich żołnierzach powstania